# Anna-Lisa Menander
Anna-Lisa Menander, född 15 december 1915 i Hököpinge, död 24 augusti 2019, var en svensk textilkonstnär. Från 1961 var hon bosatt på gården Krokåker i Djurslöv i Staffanstorps kommun. Menander tog studentexamen i Malmö. Hon studerade vävteknik vid Nyttokonst vävskola i Vellinge 1936 samt för konstnären Sofie Korsgaard i Danmark och vid Folkuniversitetet i Lund. Därefter följde studier i bland annat växtfärgning och formgivning vid Sätergläntan i Insjön i Dalarna. Hon har mottagit Staffanstorps kommuns kulturpris 1979 och Skånska Dagbladets kulturpris 1989.

## Offentliga verk i urval
Menander har utfört många utsmyckningar på offentliga platser, i kyrkor, på församlingsgårdar och företag.
- Sydkrafts huvudkontor i Malmö, Fredlig samverkan - tämjt våld - kraft och energi i entrén samt Livets källa och Reaktion för elsjal i två av matsalerna[3]
- Medborgarhuset i Burlövs kommun, Cirkel - lek - utveckling
- Bodarps kyrka, kyrkmatta med axmotiv[3]
- Husie kyrka, kormatta I Himlar sjungen den Eviges ära[4]
- Lyngby kyrka, fyra mattor med årstidsmotiv[5]
- Kyrkheddinge kyrka, kormatta[6]
- Stora Hammars kyrka, kormatta Vi kastar ankar i ljuset[7]
- Stenbockskyrkan i Helsingborg, kormatta Förankring i ljuset, 1992[8]